# José-Bonilla-Beobachtung
Die José-Bonilla-Beobachtung gilt als eine der frühesten fotografisch festgehaltenen Sichtungen von unidentifizierten fliegenden Objekten. Allerdings soll auch die Mount-Washington-Beobachtung vom Winter 1870 schon ein UFO abbilden. Am 12. August 1883 bemerkte der mexikanische Astronom José Bonilla, Direktor des Observatoriums in Zacatecas, während der Beobachtung von Sonnenflecken das Vorbeiziehen von mindestens 283 Objekten vor der Sonne. Er erstellte mehrere Fotografien von diesen Objekten auf Nassplatten mit Belichtungszeiten von etwa 1/100 Sekunde. Die von José Bonilla gesichteten Objekte werden heute allgemein als ein Gänseschwarm interpretiert, der zwischen Teleskop und Sonne geriet.